# Підопригора Анатолій Петрович

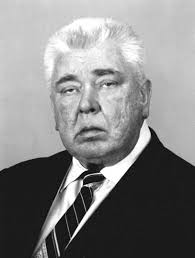
ПІДОПРИГОРА АНАТОЛІЙ ПЕТРОВИЧ

Анатолій Петрович Підопригора (3.05.1935 р. — 6.05.2007 р.) — кандидат медичних наук, , хірург вищої категорії,, доцент кафедри хірургії факультету післдипломної освіти Вінницького національного медичного університету ім. М.Пирогова, лікар = хірург вищої категорії, Заслужений лікар України, академік Академії медико — технічних наук України.
Народився 3 травня 1935 року в с. Ялтушково, Барський район, Вінницька область.

## Біографія
1953. — закінчив середню школу.
1953—1959 . — навчання у Вінницькому медичному інституті (Вінницький національний медичний університет ім. М. Пирогова) В студентські роки успішно займається в студентському науковому хірургічному гуртку. Навчався на відмінно та після закінчення інституту отримав запрошення на навчання в аспірантурі. Анатолій Петрович відмовився від пропозиції та поїхав за розподіленням в Хмельницьку область.
1959—1960 — працює хірургом Жеребковецької дільничноїї лікарні Староконстянтинівський район Хмельницької області
Після проходження первинної спеціалізації з хірургії А. П. Підопригора направляється на роботу до Шепетівської районної лікарі.
1960—1966 — ординатор хірургічного відділення Шепетівської центральної районної лікарні.
Постійне прагнення до досконалості дозволило А. П. Підопригорі швидко стати висококваліфікованим хірургом..
1966—1978 — звідуючий хірургічним вдділенням Шепетівської ЦРЛ
1972—1975 — заочна аспірантура по хірургії на базі кафедри хірургії № 1 Київського інституту удосконалення лікарів.(Національна медична
академія післядипломної освіти ім. П. Л. Шупика)
1979—1995 — головний хірург Хмельницького обласного управління охорони здоров'я
На цій посаді особливо проявився науково-організаційний талант Підопригори. А. П. За його ініціативою і керівництвом створені спеціалізовані хірургічні служби — проктологічна, ендоскопічна, дотоксикаційна та ін. Багато уваги приділяв організації цілодобової ургентної служби. Став ініціатором нової форми роботи — виїзні операційні дні з метою підвищення кваліфікації хірургів усіх рівнів, що сприяло зменшенню смертності.
1982 — присвоєно почесне звання заслуженого лікаря України
1994 — обраний головою наукового товариства хірургів Хмельницької області, головою обласного благодійного фонду академіка О.Шалімова
1995 — доцент кафедри хірургії Хмельницького факультету післядипломної освіти Вінницького національного медичного університету
ім. М. Пирогова
Помер Анатолій Петрович Підопригора 6 травня 2007 року.

## Доробок
1975 — захистив дисертацію на звання кандидата медичних наук на тему «Хрургічне лікування варикозного розширення вен нижніх кінцвок, ускладнене трофічними виразками і тромбофлебітом»
Анатолій Петрович Підопригора автор 181 наукової публікації, 38 раціоналіізаторських пропозицій, 4 авторських свідоцтв.
За часи його керівництва хірургічною службою Хмельниччини в практику роботи впроваджено орігінальні методики хірургічного втручання.
За часи своєї роботи обласним хірургом допоміг навчитись професії хірурга багатьом молодим лікарям. Своїм учителем вважає його Власов Василь Володимирович — доктор медичних наук та ін. Колеги вважали його віртуозом в хірургії.

## Нагороди
1982 — присвоєно почесне звання заслуженого лікаря України
Праця А. П. Підопригори відзначена орденом «Знак Пошани», значком «Отличнику здравоохранения», медаллю «За трудову доблесть»